# Geodia hentscheli
Geodia hentscheli är en svampdjursart som beskrevs av Cárdenas, Rapp, Schander & Tendal 2010. Geodia entscheli ingår i släktet Geodia och familjen Geodiidae.